# A Female Reporter
A Female Reporter è un cortometraggio muto del 1909. Il nome del regista non viene riportato nei credit.

## Produzione
Il film fu prodotto dalla Essanay Film Manufacturing Company.

## Distribuzione
Il film - un cortometraggio della lunghezza di 150 metri - uscì nelle sale cinematografiche USA il 15 dicembre 1909.